# ديريك لوك
ديريك لوك (بالإنجليزية: Derek Luke)‏ (28 مايو 1993 في الولايات المتحدة - ) هو لاعب كرة قدم أمريكي في مركز الدفاع.

## وصلات خارجية
- ديريك لوك على موقع إي إس بي إن إف سي (الإنجليزية)
- ديريك لوك على موقع قاعدة بيانات كرة القدم.إي يو (الإنجليزية)
- ديريك لوك على موقع Soccerway.com (الإنجليزية)
- ديريك لوك على موقع عالم كرة القدم.نت (الإنجليزية)